# 東京構造設計事務所協会
一般社団法人東京構造設計事務所協会（とうきょうこうぞうせっけいじむしょきょうかい、Association of Structural Design Office, ASDO）は、首都圏を活動基盤とする建築構造設計専業事務所で構成される職能組織。1997年（平成9年）に設立。2009年（平成21年）に一般社団法人化。建築の構造設計を専業とする小人数事務所の健全な経営基盤を確立することを目的として設立された。
新年会では毎年落語を催しており、6月の総会では建築に囚われないユニークな講師（過去には小俣雅子や日吉歯科の熊谷崇など）を招いて講演をおこなっている。協会内に設置された建築検定委員会で建築検定を運営している。略称はASDO。

## 概要
- 事務局所在：東京都新宿区山吹町337-5　都住創山吹町ビル401
- 会長：山内哲理